# Sasha Gradiva
Sasha Gradiva, nome d'arte di Aleksándra Antónova (in cirillico Алекса́ндра Анто́нова; Syktyvkar, 5 febbraio 1984), è una cantautrice russa naturalizzata statunitense, nota anche semplicemente come SASHA.
Lo pseudo-cognome Gradiva, ispirato alla musa del surrealismo, è stato aggiunto dall'artista nel 2011, mentre inizialmente usava come pseudonimo il solo Sasha.

## Discografia

### Album studio
- 2003 - Sasha
- 2006 - Say My Name with Love

### Singoli
- 2009 - Fly like a Dove
- 2012 - I'm on Fire
- 2012 - Wanted